# Melese leucostigma
Melese leucostigma är en fjärilsart som beskrevs av Jan Sepp 1855. Melese leucostigma ingår i släktet Melese och familjen björnspinnare. Inga underarter finns listade i Catalogue of Life.